# Wildpark Roggenhausen
Koordinaten: 47° 22′ 38,6″ N, 8° 1′ 48,7″ O; CH1903: 644675 / 247564
Der Wildpark Roggenhausen liegt etwa 3 km südwestlich der Schweizer Stadt Aarau in Richtung Eppenberg-Wöschnau im kleinen Roggenhausental. Er gehört zu einem wichtigen Naherholungsgebiet der Stadt.

## Beschreibung
Ein Grossteil der Anlage steht auf Gemeindegebiet von Aarau, der kleinere Teil befindet sich auf dem Gebiet der Gemeinde Eppenberg-Wöschnau. Der Wildpark beherbergt vorwiegend einheimische Tierarten, unter anderem Steinböcke, Hirsche, Wildschweine, Murmeltiere. Der Eintritt ist frei und rund um die Uhr das ganze Jahr möglich. Das Füttern der Tiere ist nur mit geeignetem, im Park erhältlichem Futter erlaubt.
Zum Park gehören ein Restaurant mit Terrasse, ein Kinderspielplatz und ein zusätzlicher Selbstbedienungskiosk im Sommer.

## Geschichte
Der 1903 gegründete Wildpark wird von der Stadt Aarau (Ortsbürgergemeinde) sowie durch Sponsoren- und Mitgliederbeiträge unterhalten. 1931 entstand aus dem einstigen Feuerweiher der Ententeich. Zur Zeit der Anbauschlacht wurden auf einem Teil des Landes im Park Rüebli, Kartoffeln und Kohl angepflanzt. 1970 folgte die Eröffnung des Wildschweingeheges und 1978 die Eröffnung des Steinbockgeheges. Zum 100-Jahr-Jubiläum im Jahre 2003 wurden bei den Hirsch- und Mufflongehegen spezielle Besucherplattformen errichtet sowie auf dem Weg vom Parkplatz zum Wildpark der Naturlehrpfad neu angelegt. 2008 erfolgte eine umfassende Gesamtsanierung des Steinbockgeheges mit einem Ausbau der Nagelfluhwand mit Schwarzwaldgranit.

## Arboretum
Im Gebiet des Parks befindet sich ein Arboretum mit seltenen Hochstammbäumen. Beim Steinwildgehege auf dem Älpli und neben dem Spycher aus dem Jahre 1642 steht ein Picknickplatz mit Feuerstellen zur Verfügung.